# Rhogeessa aeneus
Rhogeessa aeneus là một loài động vật có vú trong họ Dơi muỗi, bộ Dơi. Loài này được Goodwin mô tả năm 1958.